# Вагар (аеропорт)
Вагар (фар. Vága Floghavn) — єдиний аеропорт на Фарерських островах.
Розміщений на острові Воар за 1,9 км від населеного пункту Сорвагур. Аеродром було збудовано британськими фахівцями задля військових потреб під час окупації Фарер (1940—1945). 1943 року прийняв перший літак. Після війни був закинутий майже два десятиріччя, і лише з 1963 року аеропорт почав обслуговувати цивільні рейси.
Аеропорт мав одну асфальтову ЗПС довжиною 1250 м та шириною 30 м, що дозволяла використовувати лише літаки скороченого зльоту та посадки, такі як BAe 146. В грудні 2011 року ЗПС була збільшена до 1800 м. З березня 2012 року аеропорт почав приймати аеробуси А319.
Аеропорт Вагар є базовим для фарерської авіакомпанії Atlantic Airways, яка використовує його як для міжнародного авіаційного сполучення, так і для гелікоптерного сполучення з іншими островами архіпелагу. Крім цього, рейси з Копенгагену виконує Scandinavian Airlines.
Керівництво аеропортом до цього часу здійснює Управління цивільною авіацією Данії, хоча він був переданий у власність уряду Фарер ще у 2007 році.
Аеропорт зв'язаний регулярним міжнародним авіасполученням з Данією (аеропорти Біллунн та Копенгаген), Норвегією (Берген) та чартерним — з Ісландією (Рейк'явік), Великою Британією (Единбург), Гренландією, Францією (Париж та Шамбері), Грецією (Ханья), Іспанією (Барселона, Канарські острови та Пальма-де-Мальорка) та Португалією (Лісабон).
В 2002 році було введено в експлуатацію 5-км підводний тунель під Вестманським каналом, що з'єднав острів із сусіднім островом Стреймой, де розташована столиця Фарер — Торсхавн. До цього автомобільне сполучення з іншими островами здійснювалось поромами.

## Авіалінії та напрямки, вересень 2023
| Авіакомпанія                | Пункт призначення |
| --------------------------- | --- |
| Atlantic Airways            | Біллунн, Копенгаген, Осло-Гардермуен, Кеплавік Сезонний: Барселона, Гран-Канарія, Единбург, Ольборг, Пальма-де-Мальорка, Париж–Шарль де Голль, Нью-Йорк — Стюарт |
| Atlantic Airways Helicopter | Дуймун, Фродба, Гаттарвік, Чирча, Клаксвік, Кольтур, Мічинес, Скувой, Свуйной, Торсгавн                                                                          |
| Icelandair                  | Сезонний: Кеплавік (з 1 травня 2024) |
| Scandinavian Airlines       | Копенгаген |
| Widerøe                     | Берген |

## Галерея

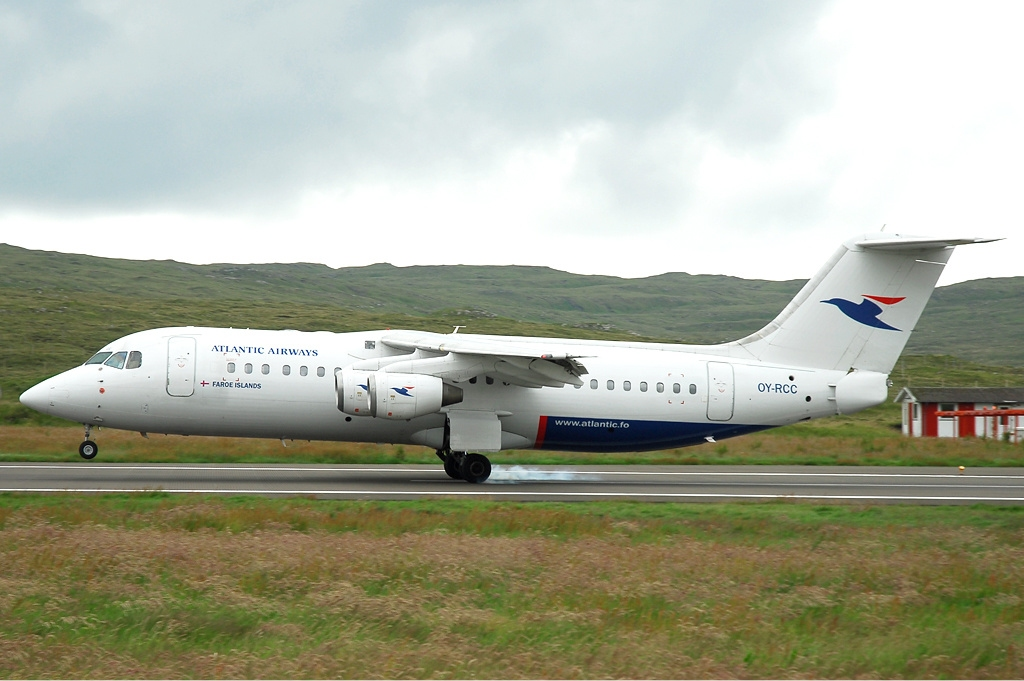
Atlantic Airways British Aerospace Avro 146-RJ100
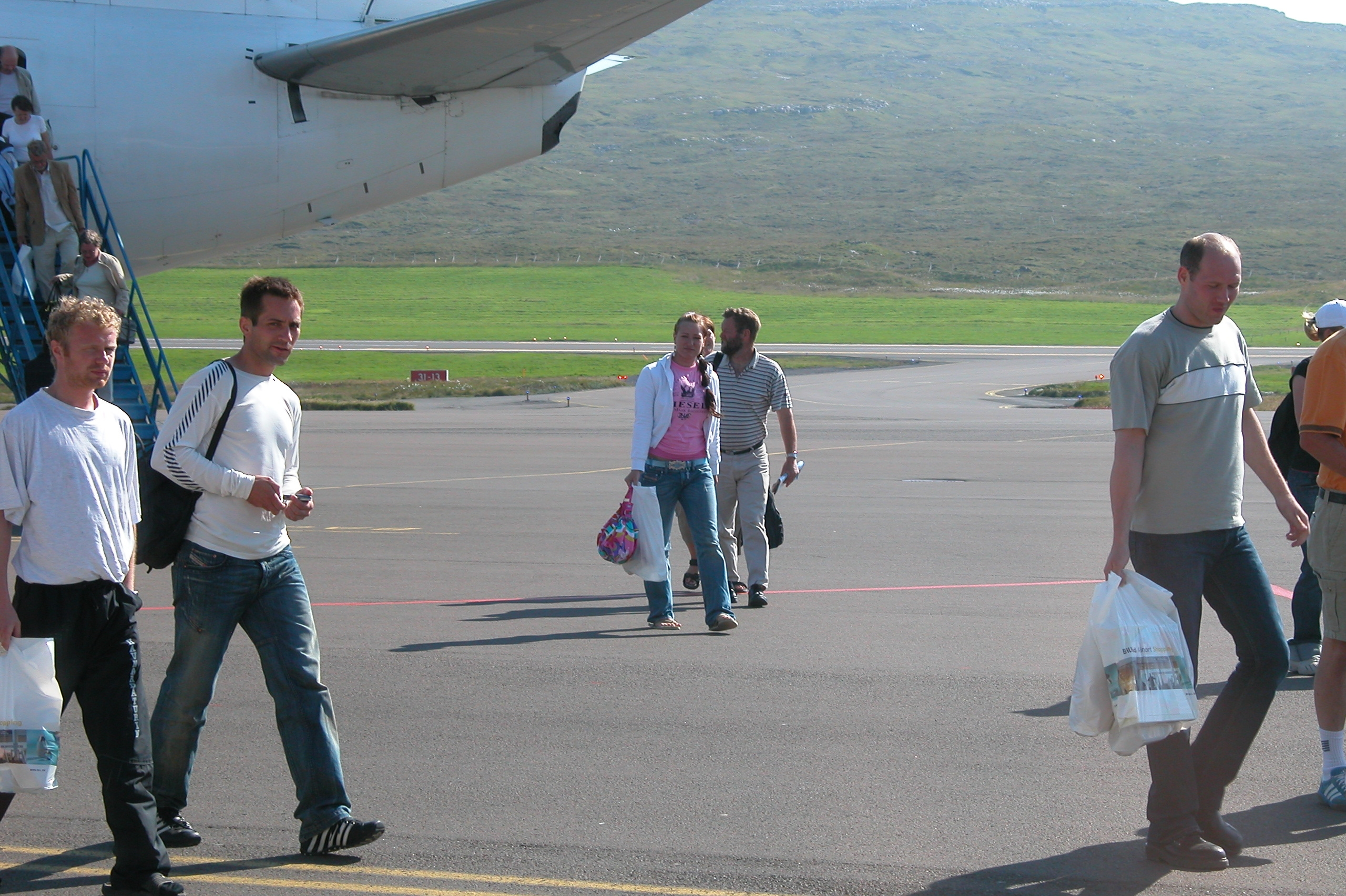
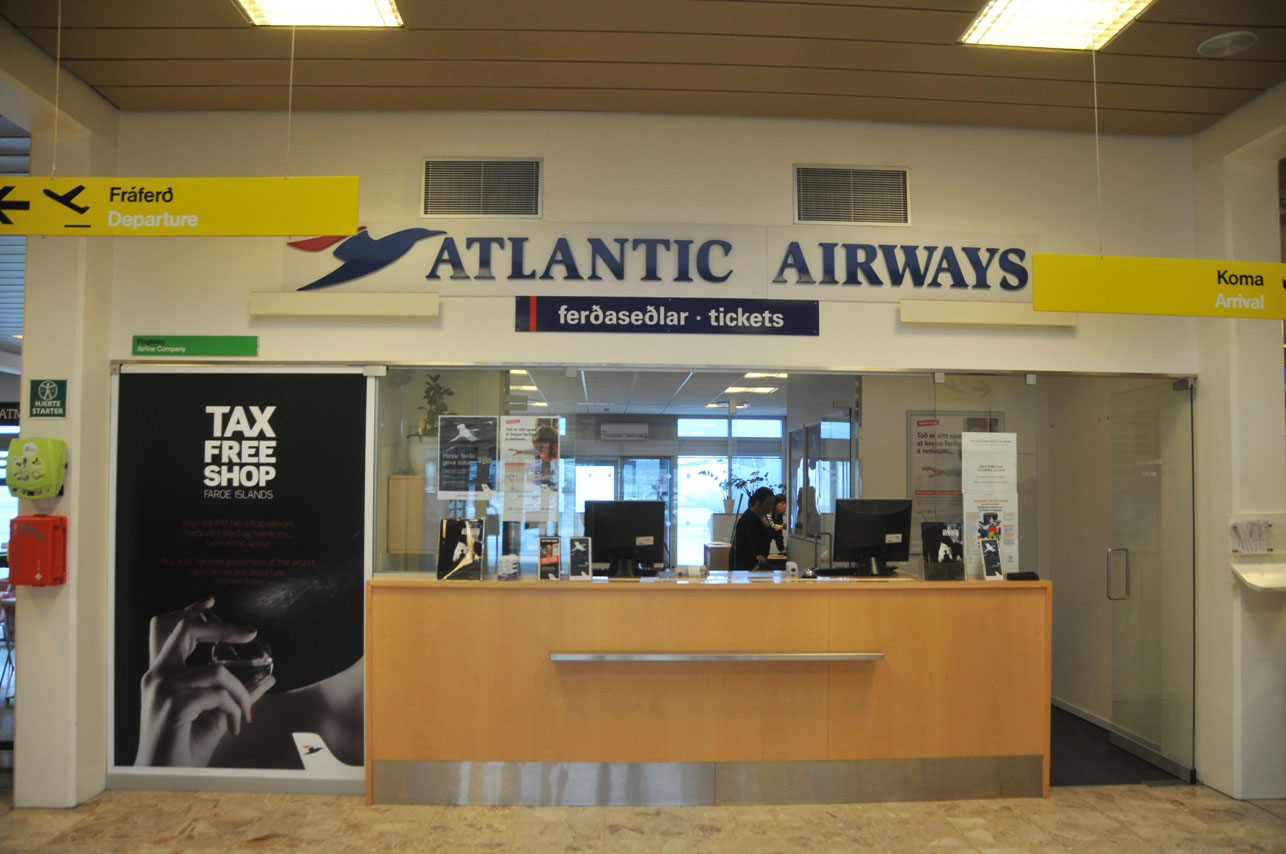
каса квитків авіакомпанії Atlantic Airways
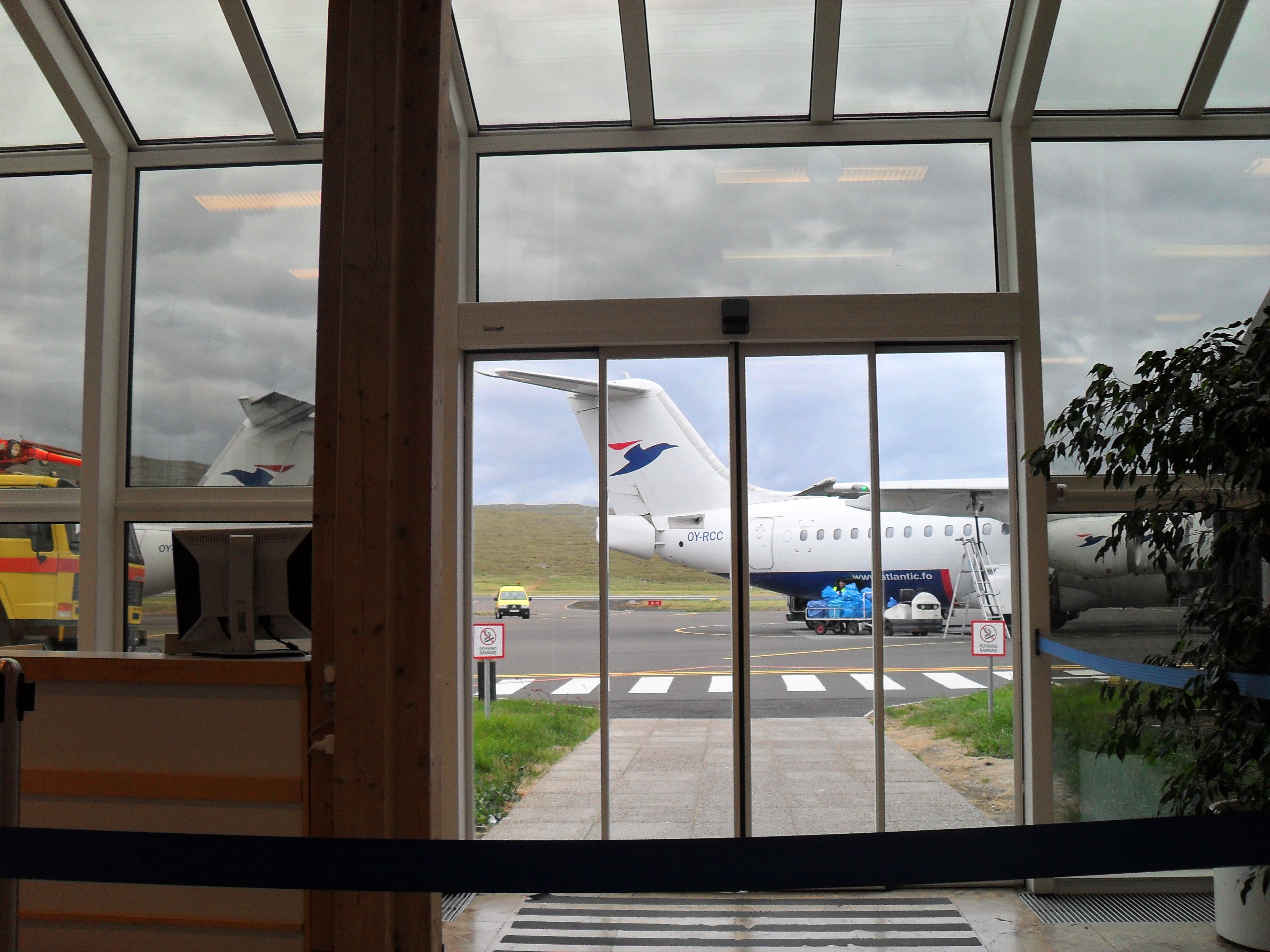